# Banksia ser. Cyrtostylis
Banksia ser. Cyrtostylis es una de las nueve series de Banksia sect. Banksia. Se caracterizan por tener 13 especies con flores inusualmente delgadas.

## Especies
- Banksia ashbyi
- Banksia audax
- Banksia attenuata
- Banksia benthamiana
- Banksia elderiana
- Banksia elegans
- Banksia epica
- Banksia laevigata
- Banksia lindleyana
- Banksia lullfitzii
- Banksia media
- Banksia pilostylis
- Banksia praemorsa
- Banksia rosserae